# Bad Cannstatt
Bad Cannstatt (hasta el 23 de julio de 1933 Cannstatt, y anteriormente también Kannstadt, Canstatt o Cannstadt) es el distrito más antiguo y más poblado de la ciudad de Stuttgart, capital del estado federado de Baden-Württemberg, en el suroeste de Alemania. Bad Cannstatt se encuentra a ambas orillas del río Neckar y fue fundado como asentamiento ya en tiempos del Imperio romano. Fue una localidad independiente hasta que quedó integrada como distrito de Stuttgart el 1 de abril de 1905.

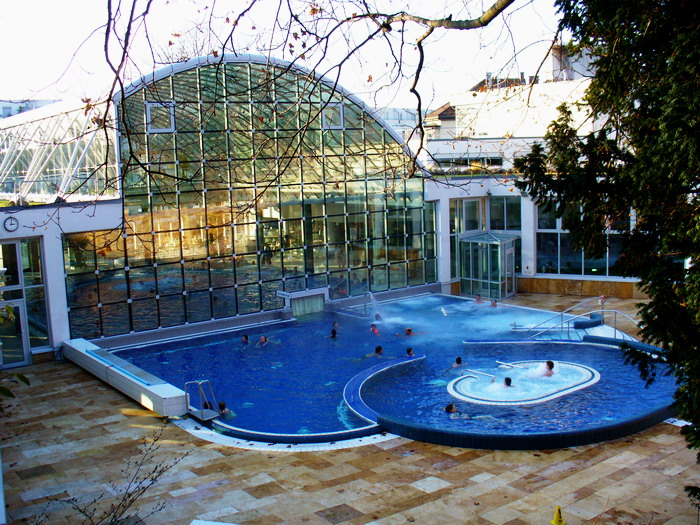
Mineral-Thermalbad Cannstatt

En Bad Cannstatt se encuentran varios de los lugares más populares de Stuttgart, tanto para sus habitantes como para los visitantes; entre ellos están el parque zoológico y botánico Wilhelma, las diecinueve ("Sauerwasserstadt"), el museo Mercedes-Benz, el estadio MHPArena (VfB Stuttgart), el pabellón Hanns-Martin-Schleyer-Halle y el Porsche Arena, además de que en la zona de Wasen se celebra cada año el festival popular Cannstatter Volksfest, una de las fiestas populares más conocidas en Alemania.
Gracias a Gottlieb Daimler, Cannstatt se convirtió en el lugar de nacimiento de la motocicleta y del automóvil. Además, en Cannstatt funcionó el primer ferrocarril de Württemberg, así como el primer tranvía motorizado del mundo.
Después de Újbuda, el Distrito XI de Budapest, Bad Cannstatt alberga el segundo manantial de aguas minerales más grande de Europa, el cual ya era conocido por los antiguos romanos, que lo utilizaron. Con 22 millones de litros diarios, se sitúa entre los más caudalosos de Europa occidental. Asimismo, en Stuttgart fluyen las segundas fuentes termales más grandes de Europa. De los diecienueve manantiales, once de ellos están catalogados oficialmente como de aguas curativas.